# Neuchâtel Université Club Volleyball
Il Neuchâtel Université Club Volleyball è una società di pallavolo femminile svizzera, con sede a Neuchâtel: milita nel campionato svizzero di Lega Nazionale A.

## Storia
Il Neuchâtel Université Club Volleyball nasce nel 1960. Il club milita nelle categorie minori nei primi anni della sua storia, esordendo in Lega Nazionale A qualche anno dopo la sua fondazione. Nel 1976 sale per la prima volta sul podio in campionato, terminando la stagione al terzo posto.
Dopo aver trascorso diversi anni nelle categorie minori, nella stagione 2009-10 torna a giocare nella massima serie, classificandosi per la seconda volta al terzo posto e qualificandosi per la Coppa CEV, dove giunge fino ai quarti di finale.
Nel 2018 la squadra conquista il primo trofeo della propria storia, la Supercoppa svizzera, seguita nella stessa stagione dalla conquista della Coppa di Svizzera e dello scudetto; successivamente conquista altre cinque edizioni della supercoppa nazionale (2019, 2021, 2022, 2023 e 2024), tre Coppe di Svizzera (2022-23, 2023-24, 2024-25) e altri cinque scudetti consecutivi (2020-21, 2021-22 e 2022-23, 2023-24, 2024-25); nel 2024 raggiunge inoltre la prima finale europea della propria storia, sconfitto dal Chieri '76 in Coppa CEV.

## Rosa 2018-2019
| N° | Nome                | Ruolo | Data di nascita   | Nazionalità sportiva |
| -- | ------------------- | ----- | ----------------- | -------------------- |
| 2  | Elisa Suriano       | S     | 28 aprile 2001    | Svizzera             |
| 3  | Martina Halter      | C     | 9 maggio 1994     | Svizzera             |
| 4  | Méline Pierret      | P     | 18 gennaio 1999   | Svizzera             |
| 5  | Chiara Petitat      | S     | 4 agosto 2000     | Svizzera             |
| 7  | Kyra Holt           | S     | 5 maggio 1995     | Stati Uniti          |
| 9  | Tabea Dalliard      | L     | 18 luglio 1994    | Svizzera             |
| 11 | Jana Wigger         | L     | 15 giugno 1998    | Svizzera             |
| 12 | Sarah Trösch        | P     | 28 settembre 1994 | Svizzera             |
| 13 | Carole Trösch       | O     | 20 dicembre 1995  | Svizzera             |
| 14 | Julie Lengweiler    | S     | 6 novembre 1998   | Svizzera             |
| 15 | Ségolène Girard     | C     | 18 novembre 1995  | Svizzera             |
| 16 | Tiata Scambray      | S     | 7 gennaio 1996    | Stati Uniti          |
| 17 | Xenia Staffelbach   | C     | 16 marzo 1998     | Svizzera             |
| 18 | Martenne Bettendorf | O     | 1º aprile 1994    | Stati Uniti          |

## Palmarès
- Campionato svizzero: 5

2018-19, 2020-21, 2021-22, 2022-23, 2023-24, 2024-25
- Coppa di Svizzera: 4

2018-19, 2022-23, 2023-24, 2024-25
- Supercoppa svizzera: 6

2018, 2019, 2021, 2022, 2023, 2024